# Нефротичний синдром
Нефротичний синдром або Нефроз — клінічний синдром, ураження нирок, яке проявляється набряками та зсувами лабораторних показників. При цьому відбувається зниження вмісту білка в сироватці крові, переважно за рахунок альбумінів, підвищення вмісту холестерину в крові, поява білка у сечі, як правило у значній кількості.

## Етіологія
Нефротичний синдром може бути наслідком нефриту, амілоїдозу, пухлин нирок (гіпернефроми), нефропатії вагітних, хронічного пієлонефриту, системного червоного вовчака, діабетичного гломерулосклерозу, тромбозу ниркових вен. Часто розвиток нефротичного синдрому вказує на ниркову патологію не зовсім зрозумілого походження. В його розвитку мають значення імунологічні та метаболічні порушення у організмі.
Виділяють первинний нефротичний синдром, який розвивається при ниркових захворюваннях, та вторинний, який розвивається в хворих із захворюваннями сполучної тканини, геморагічним васкулітом, ревматизмом, ревматоїдним артритом, хворобою Шенлейна-Геноха, бактеріальним ендокардитом та ін. запальними та гнійними захворюваннями легень, туберкульозом, сифілісом тощо.

## Патогенез
Патогенез НС пов'язаний з основними захворюваннями, більшість з яких викликані або супроводжуються імунними порушеннями, наприклад, відкладанням на базальній мембрані клубочків фракцій комплементу, імунних комплексів або антитіл проти змінених білків базальної мембрани з супутнім порушенням клітинного імунітету. Велике значення у розвитку НС надається також різким розладам обміну речовин, переважно жирового та білкового, з наступним порушенням трофіки та проникності стінки капілярів клубочків. Білкові частинки та ліпоїди, що містяться у великій кількості в провізорній сечі хворих, інфільтрують стінку канальців, викликаючи грубі дистрофічні зміни в епітеліальних клітинах.

## Клінічні ознаки
Характеризується масивною протеїнурією, гіпопротеїнемією (за рахунок гіпоальбумінемії), гіперліпідіємією (гіперхолестеринемією), ліпідурією та набряками. У більшості хворих виявляють набряки ніг, які найчастіше розвиваються поступово, рідше гостро за 1-3 дні. Зростання набряків призводить до розвитку асцита, анасарки, гідротораксу та гідроперикарду.
Вміст білка у сечі перевищує 3,5 г/л при добовій протеїнурії до 50 г; в осаду — нирковий епітелій, лейкоцити, циліндри (гіалінові та ін.), загальний білок у сироватці крові може знижуватися до 30-40 г/л, переважно завдяки зменшенню вмісту альбумінів. Характерні зміни у співвідношенні білкових фракцій зі збільшенням особливо альфа-2-глобулінів. Збільшується вміст у крові холестерину та інших фракцій ліпідів.
Динаміка лабораторних показників дозволяє відносно рано визначити виникнення нефротичного синдрому, тоді як набряки приєднуються на пізній стадії і пов'язані перш за все з вираженістю гіпопротеїнемії.

## Лікування
Перспективніше лікування НС при нефриті, а також при системному червоному вовчаку, аніж при амілоїдозі та цукровому діабеті. Важливо намагатися підвищити вміст білка у сироватці (введення плазми, анаболічних стероїдів, призначення високобілкової дієти при відсутності ниркової недостатності). Для усунення набряків рекомендовано сечогінні засоби: фуросемід (у дозі до 200—280 мг/день), етакринова кислота (до 200—300 мг), які застосовують переривчастими курсами по 3-4 дні. Одночасно застосовують антагоністи альдостерону (верошпірон до 200 мг/добу).